# Вееліксе (Мулґі)
Ве́еліксе (ест. Veelikse küla) — село в Естонії, у волості Мулґі повіту Вільяндімаа.

## Населення
Чисельність населення на 31 грудня 2011 року становила 97 осіб.

## Історія
З 13 лютого 1992 до 24 жовтня 2017 року село входило до складу волості Аб'я.